# Shōtarō Ishinomori
Shōtarō Ishinomori (石ノ森 章太郎?, Ishinomori Shōtarō; Tome, 25 gennaio 1938 – Tokyo, 28 gennaio 1998) è stato un fumettista giapponese.

## Biografia
Nato come Shōtarō Onodera (小野寺 章太郎?, Onodera Shōtarō), il suo cognome è stato cambiato in Ishinomori nel 1986 in seguito al matrimonio.
È stato una delle figure più influenti nel campo dei manga, degli anime e dei tokusatsu, ed ha creato alcune popolarissime serie come Cyborg 009 o Kamen Rider. È stato premiato con lo Shogakukan Manga Award per due volte: nel 1968 per Sabu to Ichitori Monohikae e nel 1988 per Hotel e Manga Nihon Keizai Nyumon.
Ishinomori è morto per arresto cardiaco il 28 gennaio 1998. Il suo ultimo lavoro è stata la serie televisiva tokusatsu, Voicelugger, trasmessa mesi dopo. Un museo in suo onore è stato aperto a Ishinomaki nel 2001.
I suoi lavori postumi lo hanno fatto entrare nel Guinness dei primati, come autore di fumetti con un maggior numero di tavole pubblicate, un totale di 128.000.
Gō Nagai ha iniziato la sua carriera come suo assistente.

## Principali opere
- Jinzō ningen Kikaider (L'androide Kikaider)
- Cyborg 009
- 009-1
- Harmageddon - La guerra contro Genma
- Rainbow Sentai Robin
- Kamen Rider
- Ganbare!! Robocon
- Hela Supergirl
- La strada di Ryu
- Ryu il ragazzo delle caverne
- Il mondo di Ryu
- Chobin, il principe stellare
- Gilgamesh
- Musashi
- Himitsu Sentai Goranger
- Seiun Kamen Machineman
- Kyōdai Ken Byclosser
- Inazuman
- Guyslugger
- Hokusai
- Miyamoto Musashi